# Per Olof Ultvedt
Per Olof Ultvedt, né le 5 juillet 1927 à Kemi en Finlande et mort le 21 novembre 2006 à Lidingö en Suède, est un peintre, graphiste, scénographe et sculpteur finlandais. Il est considéré comme un représentant important de l'art cinétique dans les pays nordiques.

## Vie et œuvre
Per Olof Ultvedt quitte la Finlande en 1938 avec sa famille qui s'installe en Suède. À partir de 1945, il étudie  à la Konsthögskola (Académie royale des arts) de Stockholm. De 1947 à 1948, il habite à Paris. En 1950, il fait sa première exposition personnelle dans une galerie de Copenhague.
En 1954, il crée les décors pour le ballet Spiralen, joué au Konserthus de Stockholm.
À partir de cette période, il se consacre essentiellement à des sculptures métalliques et des assemblages de bois et papier.
En 1962, il travaille avec Robert Rauschenberg, Jean Tinguely, Niki de Saint Phalle et Daniel Spoerri à l'installation de l'exposition Dylaby (labyrinthe dynamique), au  Stedelijk Museum d'Amsterdam rempli d'assemblages, du 30 août au 30 septembre 1962.
Avec Saint Phalle et Tinguely, il collabore à l'installation de Hon/Elle en 1966, Moderna Museet de Stockholm. Une immense sculpture de 25 mètres de long en forme de corps de femme dans l'estomac de laquelle il crée un assemblage mobile, monument absurde, présentant un homme éternellement massé par des mains multiples, assis en déséquilibre sur une chaise, face à un écran de télévision qui diffuse en boucle des vagues d'océan,. 
Dans une lettre à son amie Clarice, Niki de Saint Phalle raconte cette aventure  « Pontus travaillait nuit et jour, jouant de la scie et du marteau participant à notre travail de toutes la façons qu'il pouvait. Pendant ce temps, Jean et Ultvedt s'occupaient à remplir l'intérieur du corps de toutes sortes d'attractions. Nous avions six semaines pour produire notre énorme géante. Nous avons dû travailler 16 heures par jour ».  
À partir de la fin des années 1960, il s'est consacré à divers genres : l'art cinétique, la bande dessinée, collages, assemblages.